# Широко шагая 3: Правосудие в одиночку
«Широко шагая 3: Правосудие в одиночку» (англ. Walking Tall: Lone Justice) — продолжение боевиков «Широко шагая» и «Широко шагая 2». Режиссёр фильма Трип Рид, сценаристы Джо Хэлпин и Брайан Страсманн. Продюсировали фильм Джим Бёрк, Эндрю Стивенс и др.

## Описание
Главную роль исполнил актёр Кевин Сорбо, который до этого снялся во второй части боевика. Съёмки фильма проходили в США, первая премьера фильма была 12 сентября 2007 года в Исландии, после были премьеры в Греции (24 сентября), Нидерландах (25 сентября), США (25 сентября), Польше (8 октября), Аргентине (16 октября), Японии (21 ноября), Германии (22 ноября), Финляндии (28 ноября) и Италии (4 декабря).

## Сюжет
Ник Прескотт, тепло прощаясь с матерью, отправляется в Даллас, чтобы навестить ставшую ему небезразличной агента ФБР Кейт и её дочь Сэм. По приезде в город Ник оказывается свидетелем попытки ограбления маркета, где он, естественно, не остаётся в стороне, помогая обезвредить грабителей. В результате Кейт, ожидавшая приезда друга, находит того в изоляторе, откуда его освобождает, принимая жить в свой дом.
Тем временем в отеле Бельмонто располагается убежище свидетелей полиции по весьма крупному делу, находящемуся в производстве. Находящиеся там люди, решившие сотрудничать с правосудием, до времени чувствуют себя в безопасности. Однако, к ним проникает террорист и уничтожает всех присутствующих.
Ник всячески пытается подружиться с Сэм, дочерью Кейт, пока последняя несёт службу в органах правопорядка. Как раз сейчас там происходит слушание дела руководителя одной из крупнейших криминальных группировок Пареса, ныне удерживаемого за решёткой. Кейт и её коллеги узнают страшную новость о гибели всех свидетелей по ведущемуся делу. Руководство ФБР принимает решение поместить под стражу сотрудников бюро, занимающихся непосредственно данным делом, дабы те смогли уберечься от рук киллеров и собрать необходимые доказательства виновности подсудимого. 
И пока Ник пытается приготовить тесто, выполняя школьное задание Сэм, Кейт сообщает по телефону, что застряла в федеральном убежище в центре города. Дабы оградить девочку от неприятностей, Ник принимает решение на время увезти Сэм из города на ранчо, в дом своей матери. 
Новая утечка информации приводит к тому, что спрятанных в убежище агентов находят киллеры. Сотрудники ФБР отчаянно обороняются, однако, почти все оказываются убиты, Кейт тяжело ранена и отправлена в больницу.
Чтобы ввести в заблуждение криминальную группировку, ФБР инсценирует похороны Кейт, которая на самом деле понемногу поправляется в специальной охраняемой палате. Это держится в строгом секрете и неизвестно даже детективу Максвеллу, который также находился среди спрятанных агентов и чудом выжил в той самой перестрелке с киллерами. 
Тем временем за отсутствие прямых доказательств Пареса выпускают из тюрьмы на поруки до окончания следствия. Тот узнаёт, что Кейт, которую считали мёртвой, на самом деле жива. Зная о том, что её показания смогут вернуть криминального босса обратно в тюрьму, Парес приказывает отыскать агента и уничтожить её. Ник, постоянно дежуривший в больнице у палаты подруги, чует неладное. Предприняв ряд решительных действий, он увозит из под носа мафиози Кейт и прячет её на ранчо своей матери. Там Ник собирает своих друзей, организовывая оборону дома. О текущем местоположении агента ФБР благодаря звонку её напуганной дочери узнают коллеги, которые приезжают, обещая помощь Нику в охране важной свидетельницы.
Неожиданно на связь выходит детектив Максвелл, который настаивает на немедленной встрече с агентами на нейтральной территории. Ник решает тоже отправиться на встречу, однако, там их ожидает засада, подстроенная продажным детективом. Ника и руководителя группы агентов Тони берёт в плен группировка Пареса, намереваясь выведать у них любым способом, где находится важная свидетельница. 
Кейт наконец приходит в сознание и путём сопоставления событий приходит к выводу, что нападение на свидетелей и агентов было спланировано при участии Максвелла. Уже достаточно придя в себя, она способна держать оборону.
Нику удаётся освободиться и вернуться на ранчо матери первым, чтобы предупредить всех о скором приезде криминальной компании, намеревавшейся уничтожить весь городок, лишь бы добраться до агента ФБР.
Завязывается стрельба, в результате которой друзьям Ника удаётся одержать верх в смертельном поединке, а Нику спасти любимую женщину и её дочь Сэм от гибели. Теперь у дочери агента появляется ещё один близкий человек и надежный друг.

## В ролях
- Кевин Сорбо — Nick Prescott
- Хейли Рэмм — Samantha Jensen
- Элизабет Барондес — Marcia Tunney
- Родриго Де Ла Роза — Octavio Perez
- Джонни Круз — Ciro
- Иветт Нипар — Kate Jensen